# Lorenzino da Fermo
Lorenzino da Fermo (* im 17. Jahrhundert in Fermo; † unbekannt) war ein italienischer Maler.
Er war als guter Maler und sanfter Spieler von musikalischen Instrumenten bekannt. Als Zeitgenosse von Carlo Maratta malte er die Tafel der heiligen Katharina in seinem heimatlichen Koster und leitete weitere Werke in den Marken. Seine Arbeiten führte er in einem abwechslungsreichen Stil aus, sodass nicht bestimmt werden kann zu welcher Schule er gehört. Seine Lebensverhältnisse sind unbekannt. Er leitete eine Schule und seine Schüler waren Giuseppe Ghezzi sowie Ubaldo und Natale Ricci.